# Wim Kouwenhoven
Wilhelmus (Wim) Kouwenhoven (Den Haag, 13 september 1923 - Purmerend, 20 juni 2009) was een Nederlands acteur.
Hij speelde onder meer mee in de speelfilms Wat zien ik!? (1971), Op de Hollandse Toer (1973), Rooie Sien (1975), Soldaat van Oranje (1977) en Vroeger kon je lachen (1983) en in televisieseries als Ti-ta-tovenaar (1972), Kunt u mij de weg naar Hamelen vertellen, mijnheer? (1972-1976), Hollands Glorie (vader Dijkmans) (1977) en Baantjer (1995). Verder trad hij op in verscheidene hoorspelen en kende hij successen als toneelacteur bij het Amsterdams Toneel. In 1973 won hij de Arlecchino voor zijn rollen in het stuk ‘’The Family’’.
Hij was getrouwd met actrice Anita Menist (1926-2017).